# Санакоев, Сергей Павлович
 Серге́й Па́влович Санако́ев  (29 декабря 1920, Владикавказ — 27 мая 2002, Владикавказ) — советский и российский скульптор. Народный художник РСФСР (1991).

## Биография
Сергей Санакоев родился в Северной Осетии. Окончил Ленинградский институт живописи, скульптуры и архитектуры имени Репина (мастерская В. Синайского). Работал в Северной Осетии. Член Союза художников СССР с 1955 года. Автор многих памятников. Работы хранятся в Художественном музее РСО-Алания, во многих российских городах.
Умер 27 мая 2002 года на 82-м году жизни. Похоронен на Аллее славы г. Владикавказ.

## Семья
- Дочь Санакоева Надежда Сергеевна преподаватель  английского языка.МАОУБ СОШ 7.Владикавказ
- Сын Коренев Павел Борисович, советский (российский) педиатр, детский кардиолог, клинический фармаколог
- Внучка Санакоева Анастасия Сергеевна
- Внучка Коренева Екатерина Павловна,  доцент Санкт-Петербургского института культуры, член Санкт-Петербургского Союза дизайнеров, секретарь секции "Медиа-дизайна"

## Основные произведения
- Памятник братьям Газдановым
- Памятник И. А. Плиеву
- Надгробный памятник И. А. Плиеву

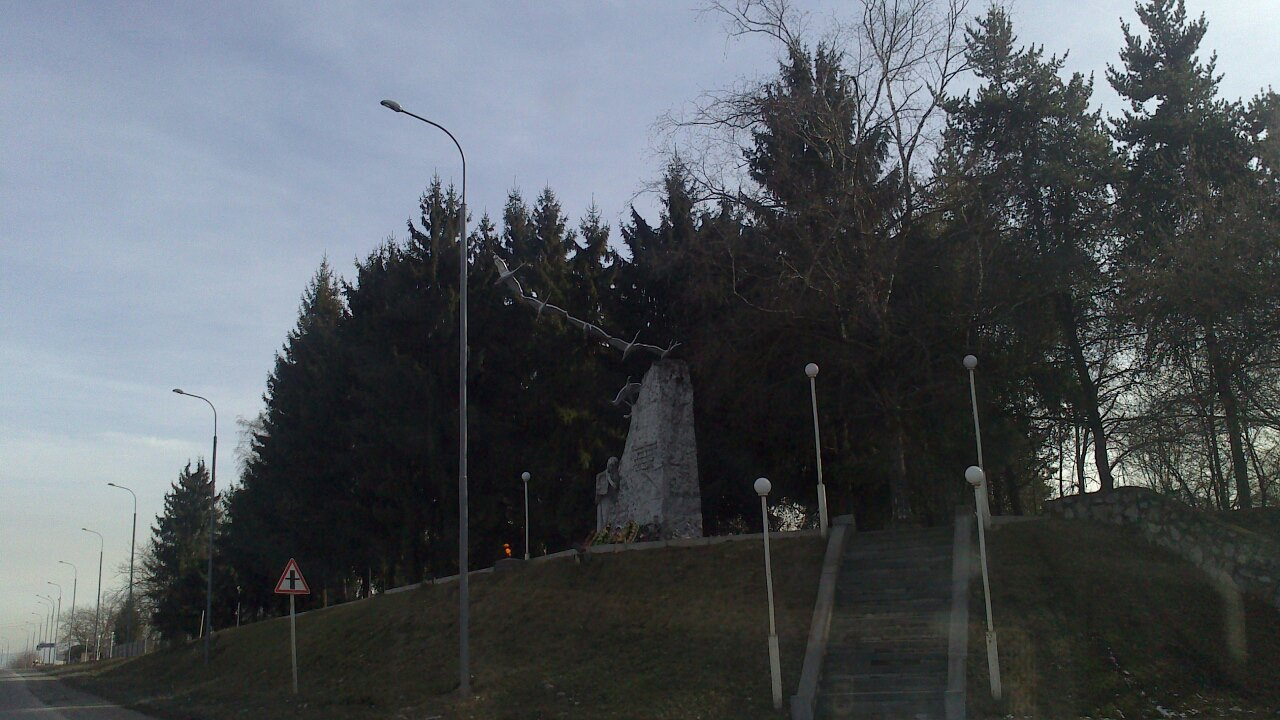
Памятник семи братьям Газдановым

- Композиция «Екатерина Великая с осетинскими миссионерами»
- Бюст учёного В. И. Абаева
- Памятник актёру Б. З. Ватаеву

и другие

## Признание и награды
- орден Трудового Красного Знамени (11.01.1971)
- 2 ордена «Знак Почёта» (1980, за надгробный памятник генералу армии, И. А. Плиеву; 22.08.1986)
- Народный художник РСФСР (1991)
- Заслуженный деятель искусств РСФСР (1968)
- Заслуженный художник РСФСР (1960)
- Заслуженный деятель искусств Северо-Осетинской АССР